# USB Attached SCSI
USB Attached SCSI (UAS, USB Attached SCSI Protocol, UASP) — компьютерный протокол высокоскоростного обмена со скоростными USB-устройствами хранения, такими как жёсткие диски, SSD и флеш-накопители. UAS работает поверх протоколов USB, и позволяет использовать стандартные наборы команд SCSI. Предназначен для непосредственного решения недостатков USB-устройства хранения данных класса Bulk-Only Transports (BOT). Использование протокола UAS примерно на 20 % повышает скорость передачи данных по сравнению с более старым протоколом USB Mass Storage, однако всё ещё медленнее прямого SATA 3.0 подключения.
Для пользователя подключенные UASP-устройства (диски, Flash, SSD-накопители, оптические приводы и т. п.) в операционной системе могут выглядеть как SCSI-устройства. Протокол UASP поддерживается современными хост-контроллерами USB 3.0 xHCI (eXtensible Host Controller Interface), но также может работать в более медленных режимах USB 2.0.

## Особенности UAS
- Максимальное использование асинхронной передачи данных;
- Поддержка команд и средств управления, определенных в стандартах SPC-4, SBC-3 и SAM-5;
- Поддержка очередей запросов (в USB MSC BOT следующая команда могла передаваться только после выполнения предыдущей); Множество SCSI SAM-4 совместимых команд могут быть поставлены в очередь.
- Реализация дополнительных управляющих команд;
- Хост-контроллер USB 3.0 (xHCI) обеспечивает аппаратную поддержку потоков для команд, статусов, входящих и исходящих данных, что даёт более полное использование пропускной способности USB-шины.
- Потоки были добавлены к протоколу USB 3.0 SuperSpeed для поддержки UAS
- Минимизация дополнительных запросов между UASP-драйвером и драйвером USB-контроллера.
- Уменьшаются накладные расходы на программное обеспечение за счет использования имеющегося в операционной системе драйвера SCSI.

## Разработка и продвижение стандарта
UAS определен в двух стандартах: T10 «USB Attached SCSI» (T10/2095-D, UAS) и спецификации USB «Universal Serial Bus Mass Storage Class — USB Attached SCSI Protocol (UASP)». Спецификация UAS разработана техническим комитетом T10 Международного комитета по стандартам информационных технологий (INCITS). Группа SCSI Trade Association (SCSITA) занимается продвижением технологий UAS. Рабочая группа USB mass-storage device class (MSC) разрабатывает и поддерживает спецификацию UASP, её продвижением занимается организация USB Implementers Forum, Inc. (USB-IF).
Компания Western Digital предоставляет внешние жесткие диски серии Passport, которые используют драйверы UAS; эти внешние накопители работают почти так же хорошо, как внутренние SATA-диски.
В 2011 году на заседании комитета было высказано мнение, что UAS-диски со временем смогут заменить встроенные SATA-диски.